# 티보이제이션
티보이제이션(Tivoization)은 GPL 등의 카피레프트/자유 소프트웨어를 사용하는 하드웨어에서, 소프트웨어의 수정판이 동작하지 못하도록 하드웨어적인 조작을 해 둔 것을 의미한다.
이 용어는 리처드 스톨만이 만들었으며, 티보(TiVo)라는 회사에서 만든 디지털 비디오 레코더에 해당 조작을 해 둔 것에서 유래했다.

## 논란
티보이제이션이 되어 있는 하드웨어 위에서는 특정한 버전의 소프트웨어만이 동작하도록 설계되어 있다. 따라서, 해당 소프트웨어를 수정하여도 하드웨어에서 동작하지 않는다. 따라서 티보이제이션이 자유 소프트웨어의 목적에 맞지 않는다는 비판이 있었다.
리처드 스톨만이 티보이제이션을 비판한 것과는 대조적으로, 리눅스 커널의 창시자인 리누스 투르발스는 문제가 되지 않는다고 언급하였다.
GNU GPL 버전 2까지는 티보이제이션에 대한 방지 조항이 없었으나, GPL 버전 3에서 새로 포함되었다.

## 참고 자료
- GNU 프로젝트 - 왜 GPLv3로 갱신해야 하나?: GPL 3판에서의 티보이제이션 방지를 설명하고 있다.